# Кнежевина-изборник Саксонија
Кнежевина-изборник Саксонија (њем. Kurfürstentum Sachsen), понекад називана Горња Саксонија, била је царски посјед Светог римског царства коју је основао цар Карло IV, уздигавши асканско Војводство Саксен-Витенберг на статус кнежевине-изборника Златном булом 1356. године. Након изумирања династије Аскани, кнежевина је дата као дар због заслуга у рату маркогрофу Мејсена, из династије Ветин 1423. године, који је резиденцију уводно од Лабе у Дрезден. Након распада Царства 1806. године, изборни кнез из династије Ветин уздигао је Саксонију на ранг краљевства.